# Joyeuse compagnie dans un intérieur
Joyeuse compagnie dans un intérieur est une peinture à l'huile sur toile réalisée vers 1663-1665 par le peintre néerlandais du siècle d'or Pieter de Hooch. Réalisé à l'huile sur toile, le tableau représente l'intérieur d'une maison hollandaise et deux conversations distinctes en cours. Le tableau est conservé dans la collection du Metropolitan Museum of Art de New York.

## Description
Peintre réputé du siècle d'or néerlandais, Pieter de Hooch était particulièrement doué pour le rendu de scènes d'intérieur. Cette compétence peut être vue dans les salles richement décorées du tableau et dans l'utilisation de l'éclairage. La peinture joue également avec la nature diverse des conversations - une conversation joviale et bien éclairée (à gauche) et une conversation plus mystérieuse et dans la pénombre (à droite).
L'œuvre est richement décorée d’un sol en marbre et de revêtements muraux en cuir doré, articulés par la lumière diffuse de la fenêtre à gauche. Le dialogue joyeux au premier plan contraste avec la rencontre mystérieuse d’un jeune homme et d’une vieille silhouette barbue dans l’antichambre et le vestibule. De Hooch atteint une clarté et une géométrie extraordinaires dans cette pièce joliment meublée, qualités évocatrices des peintures qu’il a réalisées à Amsterdam dans les années 1660.
Le tableau a été donné au Met dans le cadre de la collection Robert Lehman en 1975,.